# Cannelle
Helena Viranin (n. 14 octombrie 1959, Pointe-à-Pitre, Guadeloupe, Franța), cunoscută ca Cannelle, este un fotomodel din Franța.